# Svaz výborů matek ruských vojáků
Svaz výborů matek ruských vojáků (rusky Союз комитетов солдатских матерей России (СКСМ)) je ruská nevládní organizace, která upozorňuje na porušování lidských práv v ruské armádě.

## Historie
Svaz výborů matek ruských vojáků byl založen v roce 1989, založila ho Maria Kirbasovová (1941-2011). K jeho cílům patří šíření povědomí o tom, jak by měla služba v armádě probíhat nebo jak by měly ozbrojené síly fungovat v demokratické společnosti. Poskytuje také bezplatné právní poradenství vojákům a jejich rodinám ohledně jejich práv a branných zákonů. Zastupuje také vojáky, kteří se setkali se šikanou, ať už ze strany nadřízených nebo starších vojáků (dědovščina).

## Ruská invaze na Ukrajinu
Během ruské invaze na Ukrajinu, zahájené v únoru 2022, se výbory setkaly s mnoha stížnostmi ze strany rodin vojáků. Chybí jim informace o tom, kde se jejich příbuzní nacházejí, nemohou s nimi navázat kontakt. Některé matky tvrdí, že jejich často velmi mladí synové byli podvedeni a že netušili, že budou vysláni na Ukrajinu, aby bojovali proti civilistům.
Mnohé také nerozumějí tomu, že mladí muži byli vysláni na frontu bez řádného výcviku. „Jak je možné, že tam poslali záklaďáka? Pušku měl v rukou jen dvakrát – když ho fotografovali," uvedla Ljudmila Chanyginová ze Saratovské oblasti. Armáda jí na konci února pouze oznámila, že její syn padl a přes aplikaci WhatsApp jí poslala úmrtní formulář.

## Ve filmu
- NOVIKOVA, Masha: Náklad 200 – dokumentární film z roku 2015. Členky Výboru matek ruských vojáků i další aktivisté vypovídají o tajných pohřbech vojáků vyslaných do války na východní Ukrajině, zastrašování pozůstalých i o tom, jak nízká je v Rusku cena života.[4][5]